# 안메테 엘텐
안메테 엘텐(덴마크어: Ann-Mette Elten, 1956년 6월 20일 ~ )은 덴마크의 가수이다.